# Bảo tàng Khu vực Władysław St. Reymonta ở Lipce Reymontowskie
Bảo tàng Khu vực Władysław St. Reymonta ở Lipce Reymontowskie (tiếng Ba Lan: Muzeum Regionalne im. Władysława St. Reymonta w Lipcach Reymontowskich) là một bảo tàng tọa lạc tại số 10 Phố Wiatraczna, Lipce Reymontowskie, Skierniewice, Łódzkie, Ba Lan.

## Lược sử hình thành
Bảo tàng Khu vực Władysław St. Reymonta ở Lipce Reymontowskie được thành lập vào năm 1982 với tên gọi ban đầu là Phòng Khu vực. Năm sau, tên này được đổi thành Bảo tàng Khu vực Władysław St. Reymont. Từ năm 1989, Bảo tàng được đặt trong khuôn viên nhà máy dệt thuộc sở hữu của gia đình Winkel. Nhà máy dệt này được xây dựng từ đầu thập niên 1880 và 1890 và vận hành cho đến năm 1974 thì ngừng hoạt động.
Trong giai đoạn 1983-2003, Bảo tàng Khu vực Władysław St. Reymonta ở Lipce Reymontowskie là một chi nhánh của Bảo tàng Western Mazovia ở Żyrardów. Từ năm 2003, Bảo tàng hoạt động như một tổ chức độc lập.

## Giờ mở cửa
Bảo tàng hoạt động quanh năm, mở cửa tất cả các ngày trong tuần trừ thứ Hai. Khách tham quan phải trả phí vào cửa.

## Triển lãm
Triển lãm của Bảo tàng Khu vực Władysław St. Reymonta ở Lipce Reymontowskie bao gồm các bộ sưu tập dân tộc học (trang phục cũ, vải, đồ thêu, vật dụng hàng ngày và nông cụ), tiểu sử (hiện vật và kỷ vật gắn liền với cuộc đời và công việc của Władysław Stanisław Reymont), lịch sử kỹ thuật (máy móc và thiết bị sản xuất của nhà máy Winkel ở Lipce trong các năm 1889–1974), và các thứ khác. 

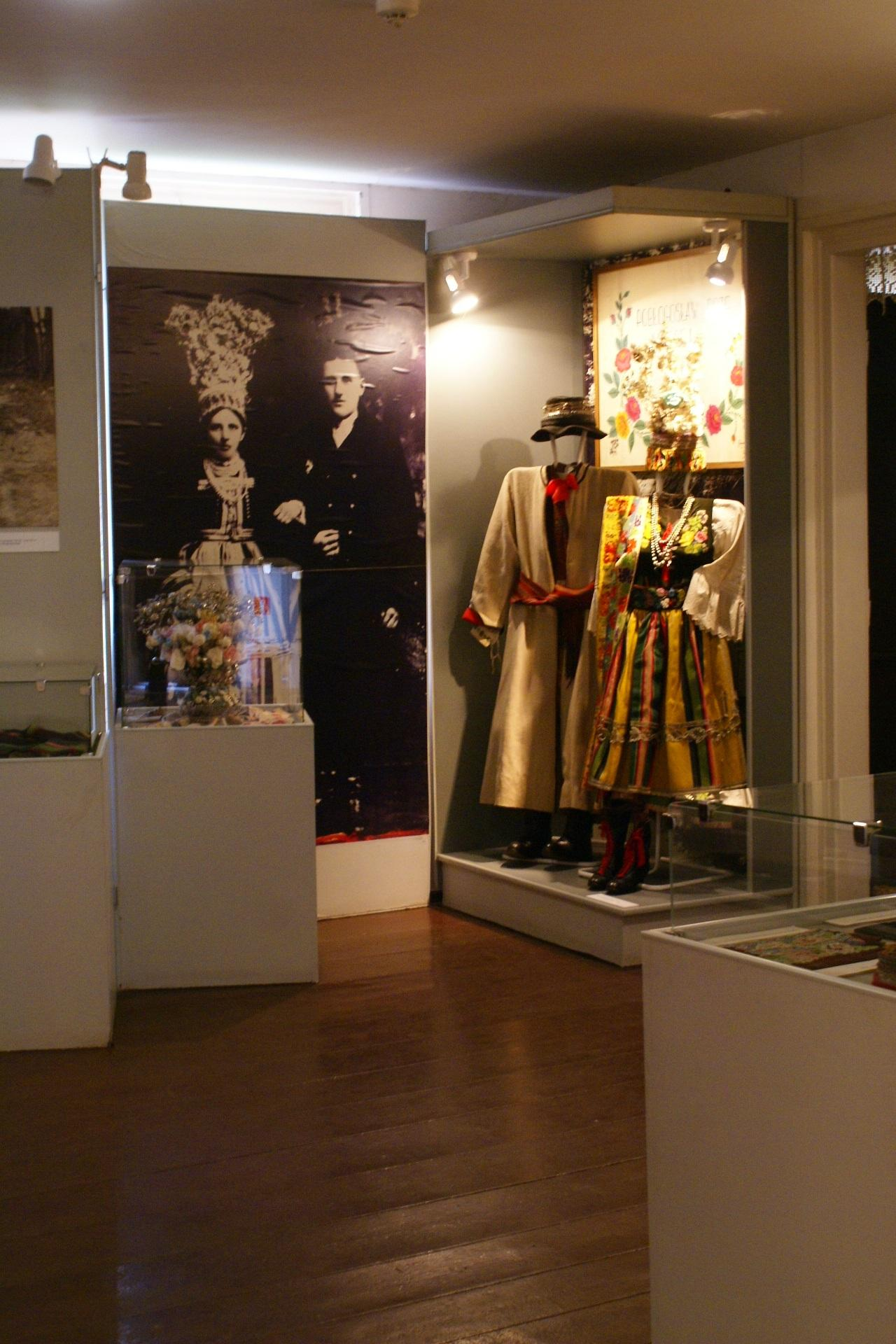
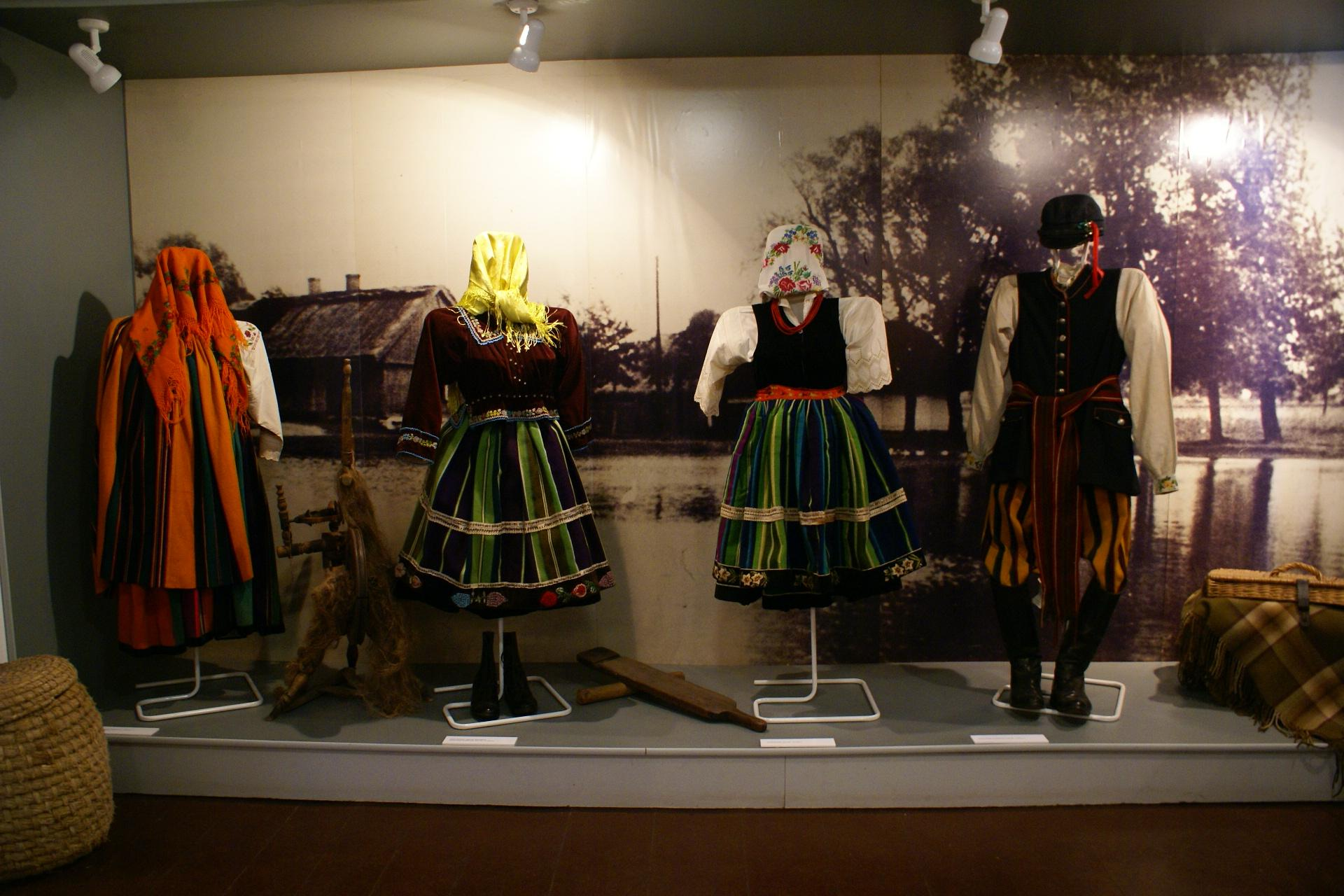
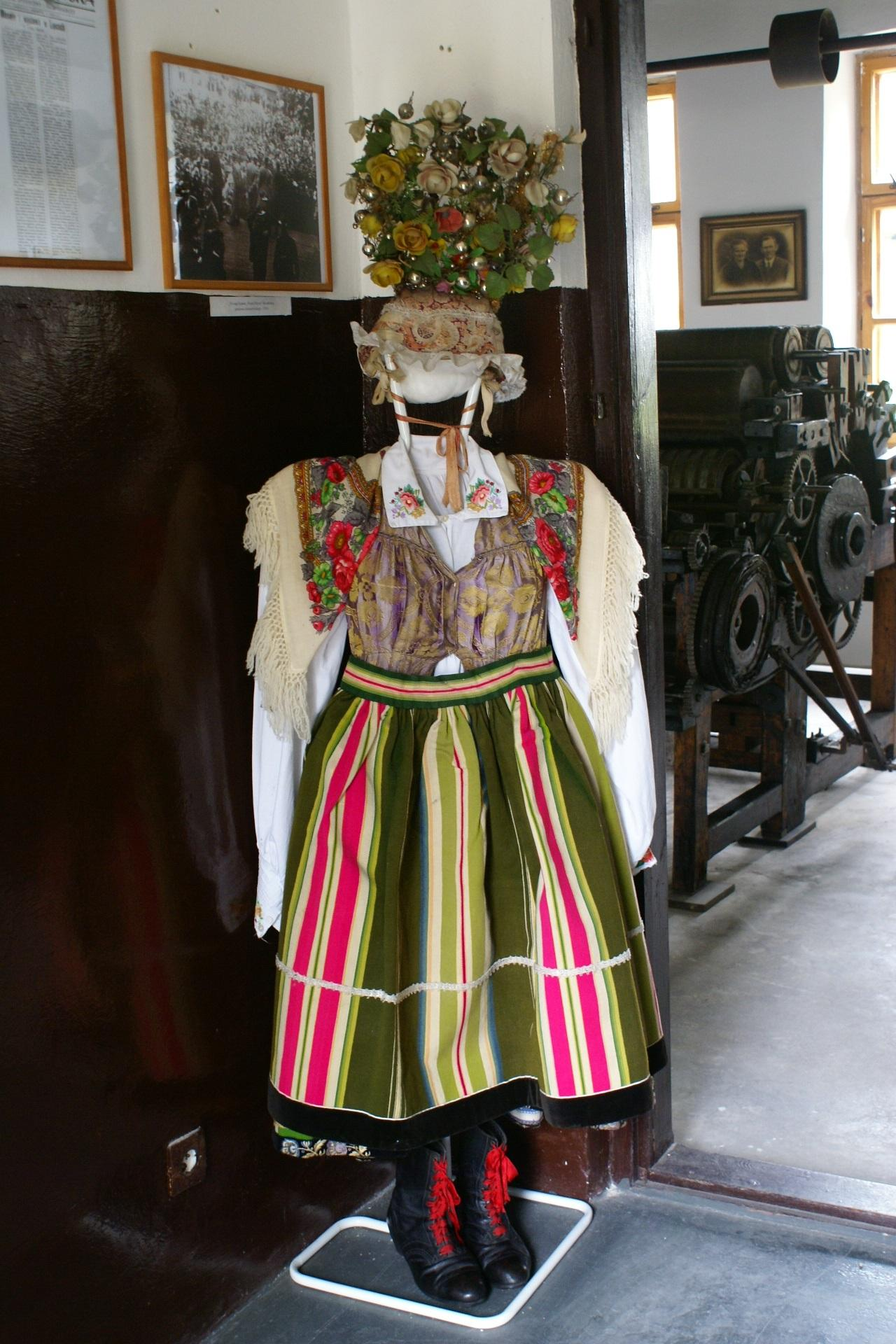
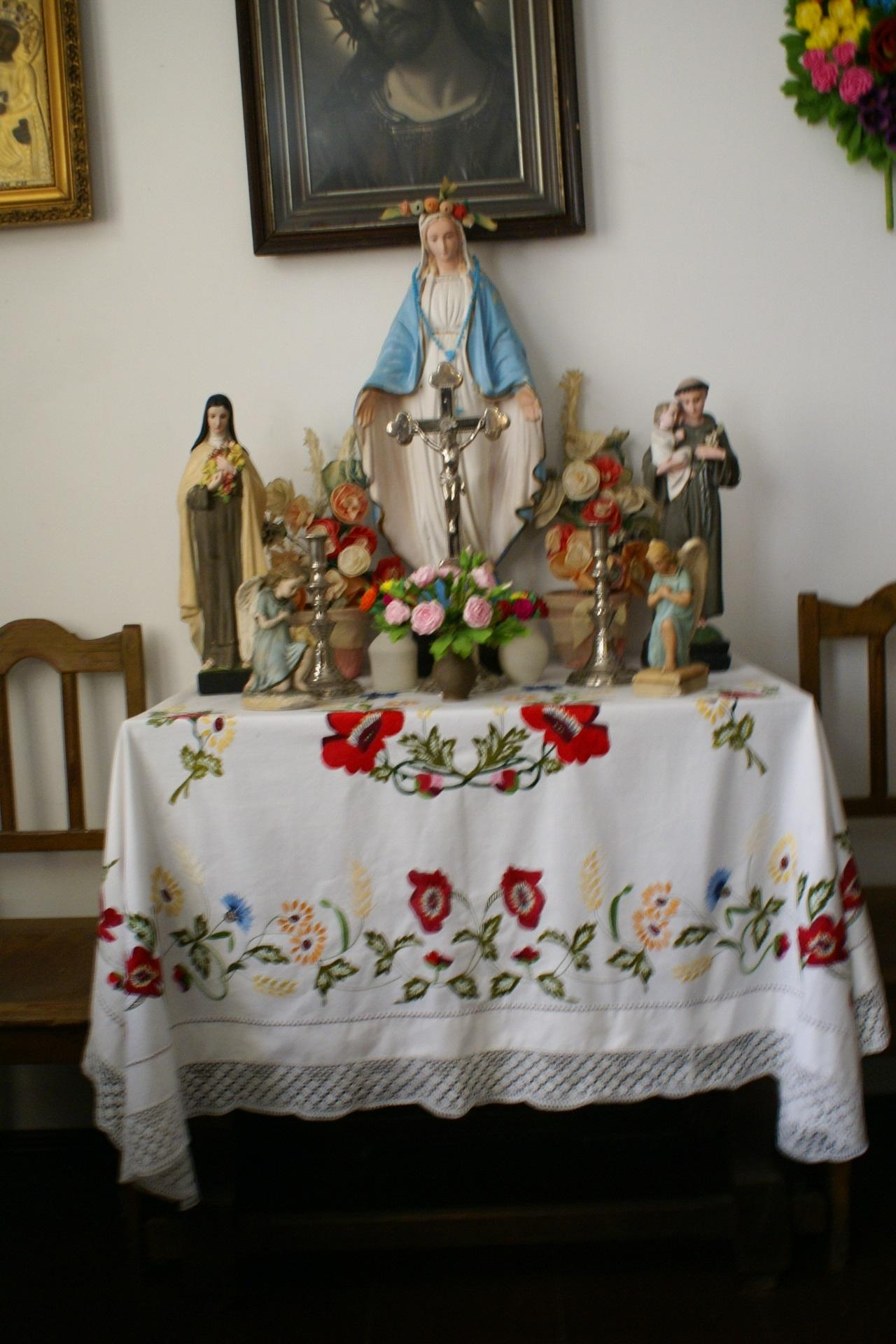
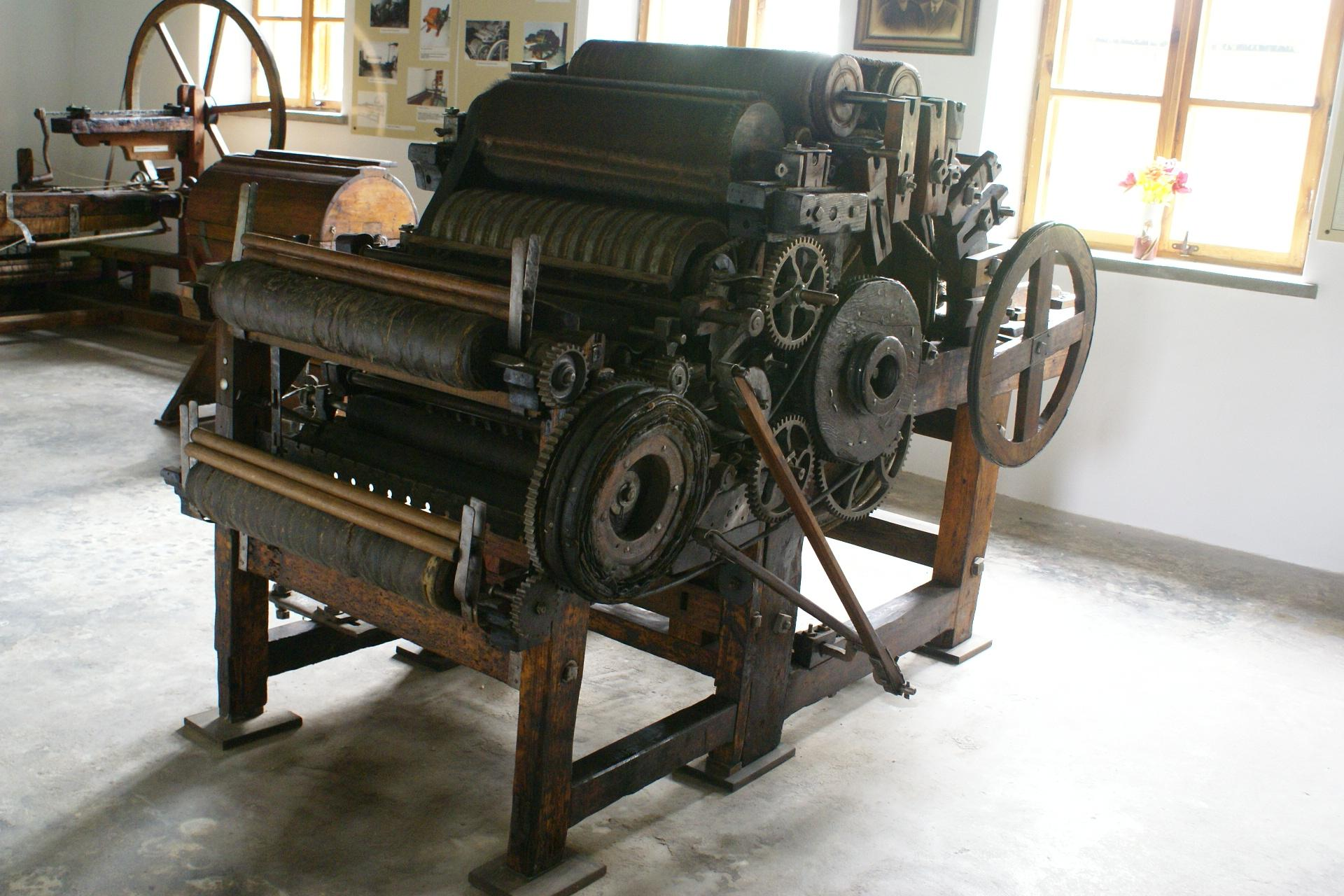